# Finn Florijn
Finn Florijn (Leiden, 29 de novembro de 1999) é um remador neerlandês, campeão olímpico.

## Carreira
Ele compete pelo clube de remo de Leiden Die Leythe. Em 2019 conquistou o bronze nos oito lugares do Campeonato Mundial de Remo sub 23 em Sarasota (EUA). Em 2021 estreou-se no Campeonato Europeu de Remo em Varese. Além disso, estreou nos Jogos Olímpicos de Verão na prova de single sculls em julho de 2021. Após a classificação para a revanche, ele sofreu um teste corona positivo, que encerrou o torneio para ele. No Campeonato Mundial de 2022 em Račice, ele competiu nas duplas de quatro com Stef Broenink, Simon van Dorp e Jan van der Bij. A equipe perdeu por pouco as medalhas e terminou em quarto lugar.
Nos Jogos Olímpicos de Verão de 2024, em Paris, conquistou a medalha de ouro na competição de skiff quádruplo masculino, ao lado de Lennart van Lierop, Tone Wieten e Koen Metsemakers com o tempo de 5:42.00.